# Agata Dowhań
Agata Dowhań (ur. 29 listopada 1947) – polska wokalistka, członkini zespołów Alibabki i Partita.

## Życiorys
Urodziła się w 1947 w Starninie koło Kołobrzegu. 
Wraz z Jeanette Mandelman, Anną Motyką, Dorotą Szafnicką oraz Hanną Szaniawską, tworzyła pierwszy skład zespołu Partita, założonego w 1966. Z zespołem wystąpiła między innymi kilkakrotnie na Krajowym Festiwalu Piosenki Polskiej w Opolu. Następnie była wokalistą grupy Alibabki.
Pojawiła się między innymi na albumie Marka Grechuty pt. Wiosna – ach to ty.
12 sierpnia 2009 została odznaczona Srebrnym Medalem „Zasłużony Kulturze Gloria Artis” wraz z innymi członkiniami zespołu Alibabki.
Była wiceprzewodniczącą Stowarzyszenia Wspierania Edukacji Artystycznej Dzieci i Młodzieży „SUKCES” z Kętrzyna. Założycielka i kierownik artystyczny Studia Wokalnego „Sukces” w Mrągowie.